# Zuid-Amerikaanse roerdomp
De Zuid-Amerikaanse roerdomp (Botaurus pinnatus) is een vogel uit de familie van de reigers (Ardeidae)

## Beschrijving
De Zuid-Amerikaanse roerdomp wordt zo'n 25 tot 30 centimeter groot en weegt ongeveer 800 gram.
De keel is wit, de hals wit met lichtbruine strepen en de rest van de nek is bruin en zwart geblokt. De borst en buik zijn wit met brede lichtbruine strepen, de achterkant is bruin met zwarte strepen.
De staartveren zijn zwart bij de mannetjes en bruin bij vrouwtjes. De snavel is geel met een zwarte bovenkant, de poten zijn groengeel en de iris is geel.

## Taxonomie en systematiek
De Duitse natuuronderzoeker Johann Georg Wagler, die als eerste de Zuid-Amerikaanse roerdomp beschreef in 1829, plaatste het dier in het geslacht Ardea. Sommige taxonomen plaatsen hem in een ondersoort, samen met de Noord-Amerikaanse roerdomp ( B. lentiginosus), terwijl andere taxonomen het geslacht Botaurus als een supersoort beschouwen.
Er zijn twee erkende ondersoorten, die van elkaar worden gescheiden door een gat in het verspreidingsgebied in Midden-Amerika:
- Botaurus pinnatus caribaeus Dickerman, 1961 - Oost-Mexico , Belize en (zelden) Guatemala.

Gemiddeld langer, kortere vleugels en staart, bleker, minder strepen op de keel.
- Botaurus pinnatus pinnatus (Wagler, 1829) - van het zuidoosten van Nicaragua tot Ecuador en de Guyana, van het zuiden van Brazilië tot Paraguay en het noordoosten van Argentinië.

Gemiddeld kortere snavel, langere vleugels en staart, donkerder, meer strepen op de keel.

## Verspreiding
De vogel komt voor in Argentinië, Aruba, Belize, Bolivia, Brazilië, Colombia, Costa Rica, Ecuador, El Salvador, Frans Guyana, Guatemala, Guyana, Mexico, de Antillen, Paraguay, Peru, Suriname, Trinidad en Tobago, Uruguay en Venezuela. Op de internationale IUCN-lijst is hij geclassificeerd als niet bedreigd.

## Habitat en voeding
Hij kan worden aangetroffen in een verscheidenheid van zoetwater habitats, met inbegrip van dichte rietvelden en meeroevers, ondergelopen grasweiden, moerassen en overwoekerde sloten.
Het dieet is gevarieerd, bestaande uit vis (inclusief paling), reptielen, amfibieën, kuikens, geleedpotigen en kleine zoogdieren.